# Rafael León de Atienza
Rafael León de Atienza (La Cruz en la actual provincia de Corrientes, 1802 - Corrientes, diciembre de 1837) fue un militar argentino, gobernador federal de Corrientes.

## Biografía
Era el hijo del gobernador militar de la ex misión jesuítica de La Cruz, y vivió toda su juventud en esa villa. Pasó a Corrientes en 1817, cuando la ex misión fue destruida por la invasión portuguesa.
Inició su carrera militar en el cuerpo de cívicos de la capital en 1820, bajo el gobierno de Francisco Ramírez, y participó en la revolución de octubre de 1821, que permitió a Corrientes recuperar su autonomía provincial. Más tarde fue nombrado comandante de Curuzú Cuatiá y de casi todo el sur y este de la provincia. En 1827 dirigió, junto con el coronel guaraní López Chico, la defensa de su provincia contra una invasión brasileña, y fue ascendido a teniente coronel.
En 1830 fue elegido diputado provincial y fue un importante aliado del gobernador Pedro Ferré. Asumió el gobierno provincial en diciembre de 1833, tras la renuncia de Ferré. Se mantuvo leal al partido federal y a su alianza con el gobernador porteño Juan Manuel de Rosas. Sin embargo no se mostró sumiso a todas las expresiones de violencia y obsecuencia de su época.
Su gobierno fue ordenado y próspero. Las limitaciones impuestas por Buenos Aires al comercio fluvial no causaron graves crisis económicas porque Atienza se manejó con prudencia. Saldó las continuas deudas que tenía la provincia con sus soldados, e incluso así, tuvo superávit fiscal permanente.
Tuvo éxito en las negociaciones con Paraguay sobre el derecho soberano sobre las Misiones, y rechazó una de las peores invasiones de indios chaqueños de la historia. Fue reelecto gobernador en diciembre de 1836 y ascendido a general. 
Falleció en diciembre de 1837 y fue sucedido por Genaro Berón de Astrada. Éste se alejó de la política prudente de su antecesor y causó la primera rebelión antirrosista en su provincia, debido a la cual murió en el desastre de Pago Largo.